# Willi Entenmann
Willi Entenmann (* 25. September 1943 in Benningen am Neckar, Württemberg; † 3. Januar 2012 in Garmisch-Partenkirchen, Bayern) war ein deutscher Fußballspieler und -trainer. Als Spieler beim VfB Stuttgart brachte es Entenmann auf 237 Bundesligaspiele sowie acht Zweitligaspiele. Hierbei erzielte er 28 Tore. Nach seiner aktiven Zeit war er unter anderem beim VfB Stuttgart als Amateur-, Assistenz- und Cheftrainer sowie beim 1. FC Nürnberg tätig.

## Spielerlaufbahn
Willi Entenmann wuchs in der nördlich von Stuttgart gelegenen Gemeinde Benningen am Neckar auf, wo er 1943 geboren wurde. Er begann das Fußballspielen als Abwehrspieler beim TSV Benningen, für den auch sein älterer Bruder Rudi und sein jüngerer Bruder Werner spielten. Er war Mitglied der A-Juniorenmannschaft, welche 1962 im Endspiel um die württembergische Jugendmeisterschaft dem VfB Stuttgart unterlag. Bei den Aktiven spielte er eine Saison in der damaligen 1. Amateurliga Nord-Württemberg, ehe er 1963 seinem bereits zwei Jahre früher gewechselten Bruder Rudi zum VfB Stuttgart folgte.
In Stuttgart spielte er zunächst in der Amateurmannschaft des Vereins, bevor er am 30. Oktober 1965 mit der Profimannschaft bei der 0:1-Auswärtsniederlage bei Borussia Mönchengladbach sein erstes Bundesligaspiel bestritt. Er spielte auf Rechtsaußen und Bruder Rudi auf seiner angestammten Position des rechten Läufers. Nach seinem zweiten Bundesligaeinsatz im Dezember 1965 konnte sich der junge Stürmer unter Trainer Rudi Gutendorf als Stammspieler an der Seite der Mitspieler Günter Sawitzki, Klaus-Dieter Sieloff und Erwin Waldner durchsetzen und kam auf weitere zwölf Einsätze in der Saison 1965/66, wobei er am 11. Dezember 1965 mit seinem Kopfballtor zum 2:0 beim 4:2-Sieg gegen Hannover 96 seinen ersten Treffer erzielte und am Ende der Saison mit den Schwaben den 11. Platz belegte. Bis 1975 trug Entenmann, der seine Karriere als Stürmer begann und später Abwehrspieler wurde, in insgesamt 237 Bundesligaspielen das VfB-Trikot und erzielte 28 Tore. Nachdem der VfB Stuttgart, welcher im Jahr zuvor noch das Halbfinale des UEFA-Cups erreicht hatte, 1975 in die 2. Bundesliga Süd abgestiegen war, spielte Willi Entenmann im ersten Zweitligajahr unter Trainer István Sztani noch acht Spiele, der Aufstiegsmannschaft 1977 gehörte er jedoch nicht mehr an.
Seine aktive Karriere beendete er bei der TSG Backnang 1919, für die er von 1976 bis 1978 spielte.

## Trainerlaufbahn
Nach seiner Zeit als Profi konzentrierte sich Entenmann, der zunächst Schreiner im elterlichen Betrieb gelernt und sich später zum Fachsportlehrer weitergebildet hatte, auf seinen Lehrauftrag und gab Sportunterricht an der Realschule in Marbach.

### VfB Stuttgart
Im Sommer 1978 kehrte Willi Entenmann zurück nach Stuttgart und wurde als Nachfolger des vom Freiburger FC abgeworbenen Norbert Wagner Trainer der in die Verbandsliga abgerutschten VfB-Amateure. Er etablierte in dieser Zeit neue Trainingsmethoden, formte Spieler wie Rainer Adrion, Günther Schäfer oder Andreas Müller und schuf einen Unterbau, von dem die erfolgreiche Nachwuchsarbeit des VfB noch heute profitiert. Unter dem studierten Realschullehrer, der seine Trainerlizenz 1987 mit der Gesamtnote 1,2 bestanden hatte, stieg die Reservemannschaft der Schwaben 1979 in die Oberliga Baden-Württemberg auf und wurde im darauf folgenden Jahr durch ein 2:1 im Finale gegen den FC Augsburg deutscher Amateurmeister. Als der Trainer Helmut Benthaus 1982 vom FC Basel zum VfB kam, machte er Entenmann zu seinem Co-Trainer. Zusammen ergänzten sie sich gut und führten den VfB Stuttgart 1984 zu seiner dritten Deutschen Meisterschaft. Nachdem Benthaus' Nachfolger Otto Barić Anfang März 1986 entlassen worden war, beförderte VfB-Präsident Mayer-Vorfelder Entenmann zum Cheftrainer. Unter ihm erreichte die Mannschaft in den ausstehenden zehn Bundesligaspielen eine Bilanz von 17:3 Punkten – darunter sechs Siege in sechs Spielen hintereinander- und belegte am Ende Rang fünf. Zudem führte er den VfB ins Pokalfinale, welches man gegen den FC Bayern München verlor. Trotz dieser Erfolge und einer durch die Stuttgarter Anhänger getragenen Sympathiewelle wurde Willi Entenmann zur Saison 1986/87 durch Egon Coordes auf der Bank ersetzt und trainierte von nun an wieder die Amateurmannschaft des Vereins.
Mit der Verpflichtung des Niederländers Arie Haan kehrte Willi Entenmann 1987 als Assistenztrainer zurück auf die Bank der Schwaben und bildete gemeinsam mit ihm ein ähnliches Erfolgsgespann wie zuvor mit Helmut Benthaus. So zog der VfB 1989 ins UEFA-Pokal-Finale gegen den SSC Neapel mit Diego Maradona ein, welches nur unglücklich verloren wurde. Nach der Trennung von Arie Haan übernahm Entenmann im März 1990 erneut das Ruder. Dem akribischen Arbeiter gelang es jedoch nicht, die Erfolge des Jahres 1986 erneut aufleben zu lassen; so musste er im November desselben Jahres für Christoph Daum Platz machen.

### 1. FC Nürnberg und weitere Vereine
Nach seiner Ära beim VfB trainierte Entenmann den 1. FC Nürnberg (1991 bis 9. November 1993 und vom 3. Mai 1996 bis 31. August 1997), erneut die Amateure des VfB Stuttgart (1994 bis 3. Mai 1996), die SpVgg Unterhaching (2. Oktober 1997 bis 30. Juni 1998), zweimal den SV Sandhausen (1999/00 und 2002), den VfR Aalen (2000/01) und den SGV Freiberg (30. Oktober 2003 bis 31. Oktober 2004).

## Leben nach seiner aktiven Karriere
Nach dem Ende seiner Karriere lebte der Vater von zwei Kindern und Großvater von fünf Enkelkindern mit seiner Frau Ulrike in Affalterbach, wo er seinen Hobbys Sport und Astronomie nachging. Beruflich war Entenmann unter anderem als Sportlehrer an der Marbacher Realschule tätig.
Beim Skilanglauf im Tannheimer Tal brach er am 3. Januar 2012 zusammen und wurde ins Krankenhaus von Garmisch-Partenkirchen geflogen, wo er am selben Tag im Alter von 68 Jahren an Herzversagen starb.

## Titel und Erfolge
als Spieler
- UEFA-Pokal-Halbfinale 1974 mit dem VfB Stuttgart

als Trainer
- Deutscher Meister 1984 als Co-Trainer des VfB Stuttgart
- DFB-Pokalfinalist 1986 als Trainer des VfB Stuttgart
- UEFA-Pokal-Finalist 1989 als Co-Trainer des VfB Stuttgart
- Deutscher Amateurmeister 1980 als Trainer der VfB-Amateure